# Pablo Abdala
Pablo Andrés Abdala Kovacevic (Rosario, 6 maggio 1972) è un ex calciatore argentino naturalizzato palestinese, di ruolo centrocampista.

## Carriera

### Club
Ha giocato nella massima serie dei campionati argentino e cileno.

### Nazionale
Tra il 2002 e il 2006, ha giocato 19 partite con la nazionale palestinese.